# Michael L. Johnson
| 66671 Sfasu | 15 ottobre 1999 |

Michael L. Johnson (...) è un astronomo statunitense.
Si è laureato in astronomia nel 2003 all'Università Statale Stephen F. Austin.
Il Minor Planet Center gli accredita la scoperta di due asteroidi, effettuate entrambe nel 1999 in collaborazione W. Dan Bruton.